# Interlands Turks voetbalelftal 1960-1969
Deze pagina toont een chronologisch en gedetailleerd overzicht van de interlands die het Turks voetbalelftal heeft gespeeld in de periode 1960 – 1969.

## Interlands

### 1960
|                                                                    |                                                                |       |                                            |                                                                                         |
| 8 juni Vriendschappelijk № 76 «onderlinge duels» 16:30 uur (UTC+2) | Turkije                                                        | 4 – 2 | Schotland                                  | Ankara 19 Mayısstadion, Ankara Toeschouwers: 22.507 Scheidsrechter: Erich Steiner (AUT) |
| 8 juni Vriendschappelijk № 76 «onderlinge duels» 16:30 uur (UTC+2) | Metin Oktay 9' Lefter Küçükandonyadis 33', 52' Şenol Birol 63' |       | 12' (pen.) Eric Caldow 72' Alexander Young | Ankara 19 Mayısstadion, Ankara Toeschouwers: 22.507 Scheidsrechter: Erich Steiner (AUT) |

|                                                                         |                                 |       |                 |                                                                                            |
| 27 november Vriendschappelijk № 77 «onderlinge duels» 14:00 uur (UTC+2) | Bulgarije                       | 2 – 1 | Turkije         | Vasil Levski Nationaal Stadion, Sofia Toeschouwers: 12.994 Scheidsrechter: Leo Helge (DEN) |
| 27 november Vriendschappelijk № 77 «onderlinge duels» 14:00 uur (UTC+2) | Ivan Kolev 50' Hristo Iliev 78' |       | 19' Metin Oktay | Vasil Levski Nationaal Stadion, Sofia Toeschouwers: 12.994 Scheidsrechter: Leo Helge (DEN) |

### 1961
|                                                                    |         |                   |          |                                                                                             |
| 14 mei Vriendschappelijk № 78 «onderlinge duels» 16:00 uur (UTC+2) | Turkije | 0 – 1             | Roemenië | Ankara 19 Mayısstadion, Ankara Toeschouwers: 25.969 Scheidsrechter: Dimitar Rumenchev (BUL) |
| 14 mei Vriendschappelijk № 78 «onderlinge duels» 16:00 uur (UTC+2) |         | 72' Mircea Dridea |          | Ankara 19 Mayısstadion, Ankara Toeschouwers: 25.969 Scheidsrechter: Dimitar Rumenchev (BUL) |

|                                                                       |           |                 |         |                                                                               |
| 1 juni WK 1962 kwalificatie № 79 «onderlinge duels» 19:00 uur (UTC+2) | Noorwegen | 0 – 1           | Turkije | Ullevaalstadion, Oslo Toeschouwers: 23.416 Scheidsrechter: Frede Hansen (DEN) |
| 1 juni WK 1962 kwalificatie № 79 «onderlinge duels» 19:00 uur (UTC+2) |           | 16' Metin Oktay |         | Ullevaalstadion, Oslo Toeschouwers: 23.416 Scheidsrechter: Frede Hansen (DEN) |

|                                                                        |                    |       |         |                                                                                             |
| 18 juni WK 1962 kwalificatie № 80 «onderlinge duels» 18:30 uur (UTC+3) | Sovjet-Unie        | 1 – 0 | Turkije | Centraal Leninstadion, Moskou Toeschouwers: 102.000 Scheidsrechter: Martti Hirviniemi (FIN) |
| 18 juni WK 1962 kwalificatie № 80 «onderlinge duels» 18:30 uur (UTC+3) | Valeri Voronin 20' |       |         | Centraal Leninstadion, Moskou Toeschouwers: 102.000 Scheidsrechter: Martti Hirviniemi (FIN) |

|                                                                       |                                                      |       |         |                                                                                       |
| 8 oktober Vriendschappelijk № 81 «onderlinge duels» 15:30 uur (UTC+2) | Roemenië                                             | 4 – 0 | Turkije | Stadionul 23 August, Boekarest Toeschouwers: 35.000 Scheidsrechter: Raoul Righi (ITA) |
| 8 oktober Vriendschappelijk № 81 «onderlinge duels» 15:30 uur (UTC+2) | Vasile Seredai 13', 48' Gheorghe Constantin 73', 74' |       |         | Stadionul 23 August, Boekarest Toeschouwers: 35.000 Scheidsrechter: Raoul Righi (ITA) |

|                                                                        |                  |       |            |                                                                                       |
| 18 oktober Vriendschappelijk № 82 «onderlinge duels» 20:30 uur (UTC+2) | Turkije          | 1 – 0 | Zuid-Korea | Ankara 19 Mayısstadion, Ankara Toeschouwers: 20.833 Scheidsrechter: Cezmi Başar (TUR) |
| 18 oktober Vriendschappelijk № 82 «onderlinge duels» 20:30 uur (UTC+2) | Tarık Kutver 66' |       |            | Ankara 19 Mayısstadion, Ankara Toeschouwers: 20.833 Scheidsrechter: Cezmi Başar (TUR) |

|                                                                           |                                  |       |                  |                                                                                   |
| 29 oktober WK 1962 kwalificatie № 83 «onderlinge duels» 14:30 uur (UTC+2) | Turkije                          | 2 – 1 | Noorwegen        | Mithatpaşastadion, Istanbul Toeschouwers: 27.420 Scheidsrechter: Mihai Popa (ROU) |
| 29 oktober WK 1962 kwalificatie № 83 «onderlinge duels» 14:30 uur (UTC+2) | Aydın Yelken 60' Metin Oktay 74' |       | 57' Roald Jensen | Mithatpaşastadion, Istanbul Toeschouwers: 27.420 Scheidsrechter: Mihai Popa (ROU) |

|                                                                            |                 |       |                                          |                                                                                        |
| 12 november WK 1962 kwalificatie № 84 «onderlinge duels» 14:00 uur (UTC+2) | Turkije         | 1 – 2 | Sovjet-Unie                              | Mithatpaşa Stadyumu, Istanbul Toeschouwers: 40.031 Scheidsrechter: Aharon Verner (ISR) |
| 12 november WK 1962 kwalificatie № 84 «onderlinge duels» 14:00 uur (UTC+2) | Metin Oktay 45' |       | 12' Gennadiy Gusarov 18' Aleksey Mamykin | Mithatpaşa Stadyumu, Istanbul Toeschouwers: 40.031 Scheidsrechter: Aharon Verner (ISR) |

### 1962
|                                                                      |                                    |       |                    |                                                                              |
| 29 april Vriendschappelijk № 85 «onderlinge duels» 16:30 uur (UTC+1) | Hongarije                          | 2 – 1 | Turkije            | Népstadion, Boedapest Toeschouwers: 40.000 Scheidsrechter: Živko Bajić (YUG) |
| 29 april Vriendschappelijk № 85 «onderlinge duels» 16:30 uur (UTC+1) | Ernő Solymosi 31' János Göröcs 66' |       | 27' Talat Özkarslı | Népstadion, Boedapest Toeschouwers: 40.000 Scheidsrechter: Živko Bajić (YUG) |

|                                                                    |                                   |       |        |                                                                                            |
| 16 mei Vriendschappelijk № 86 «onderlinge duels» 15:30 uur (UTC+2) | Turkije                           | 1 – 0 | Israël | Mithatpaşa Stadyumu, Istanbul Toeschouwers: 18.708 Scheidsrechter: Aleksandar Škorić (YUG) |
| 16 mei Vriendschappelijk № 86 «onderlinge duels» 15:30 uur (UTC+2) | Lefter Küçükandonyadis 55' (pen.) |       |        | Mithatpaşa Stadyumu, Istanbul Toeschouwers: 18.708 Scheidsrechter: Aleksandar Škorić (YUG) |

|                                                                        |                          |       |          |                                                                                           |
| 10 oktober Vriendschappelijk № 87 «onderlinge duels» 17:00 uur (UTC+2) | Turkije                  | 3 – 0 | Ethiopië | Ankara 19 Mayısstadion, Ankara Toeschouwers: 17.922 Scheidsrechter: Manolis Panakis (GRE) |
| 10 oktober Vriendschappelijk № 87 «onderlinge duels» 17:00 uur (UTC+2) | Metin Oktay 3', 31', 73' |       |          | Ankara 19 Mayısstadion, Ankara Toeschouwers: 17.922 Scheidsrechter: Manolis Panakis (GRE) |

|                                                                         |        |                      |         |                                                                                              |
| 25 november Vriendschappelijk № 88 «onderlinge duels» 14:30 uur (UTC+2) | Israël | 0 – 2                | Turkije | Ramat Ganstadion, Ramat Gan Toeschouwers: 35.000 Scheidsrechter: Dimosthenis Stathatos (GRE) |
| 25 november Vriendschappelijk № 88 «onderlinge duels» 14:30 uur (UTC+2) |        | 11', 14' Şenol Birol |         | Ramat Ganstadion, Ramat Gan Toeschouwers: 35.000 Scheidsrechter: Dimosthenis Stathatos (GRE) |

|                                                                           |                                        |       |         |                                                                                       |
| 2 december EK 1964 kwalificatie № 89 «onderlinge duels» 14:30 uur (UTC+1) | Italië                                 | 6 – 0 | Turkije | Stadio Comunale, Bologna Toeschouwers: 26.553 Scheidsrechter: Lucien Van Nuffel (BEL) |
| 2 december EK 1964 kwalificatie № 89 «onderlinge duels» 14:30 uur (UTC+1) | Rivera 15' 47' Orlando 22' 29' 35' 85' |       |         | Stadio Comunale, Bologna Toeschouwers: 26.553 Scheidsrechter: Lucien Van Nuffel (BEL) |

|                                                                         |                |       |               |                                                                                          |
| 12 december Vriendschappelijk № 90 «onderlinge duels» 14:30 uur (UTC+2) | Turkije        | 1 – 1 | Denemarken    | BJK Inönüstadion, Istanbul Toeschouwers: 14.456 Scheidsrechter: Konstantin Zečević (YUG) |
| 12 december Vriendschappelijk № 90 «onderlinge duels» 14:30 uur (UTC+2) | Birol Pekel 5' |       | 9' Ole Madsen | BJK Inönüstadion, Istanbul Toeschouwers: 14.456 Scheidsrechter: Konstantin Zečević (YUG) |

|                                                       |          |       |         |                                                                      |
| 16 december Vriendschappelijk № 91 «onderlinge duels» | Ethiopië | 0 – 0 | Turkije | Addis Ababa Stadion, Addis Abeba Scheidsrechter: Ibrahim Obeid (SUD) |
| 16 december Vriendschappelijk № 91 «onderlinge duels» |          |       |         | Addis Ababa Stadion, Addis Abeba Scheidsrechter: Ibrahim Obeid (SUD) |

### 1963
|                                                                         |         |             |        |                                                                                            |
| 27 maart EK 1964 kwalificatie № 92 «onderlinge duels» 15:30 uur (UTC+2) | Turkije | 0 – 1       | Italië | Mithatpaşa Stadyumu, Istanbul Toeschouwers: 31.754 Scheidsrechter: Dimitar Rumenchev (BUL) |
| 27 maart EK 1964 kwalificatie № 92 «onderlinge duels» 15:30 uur (UTC+2) |         | 86' Sormani |        | Mithatpaşa Stadyumu, Istanbul Toeschouwers: 31.754 Scheidsrechter: Dimitar Rumenchev (BUL) |

|                                                                          |       |       |         |                                                                                               |
| 22 september Vriendschappelijk № 93 «onderlinge duels» 16:00 uur (UTC+2) | Polen | 0 – 0 | Turkije | Stadion im. 22 lipca, Poznań Toeschouwers: 52.000 Scheidsrechter: Dimitrios Wlachojanis (AUT) |
| 22 september Vriendschappelijk № 93 «onderlinge duels» 16:00 uur (UTC+2) |       |       |         | Stadion im. 22 lipca, Poznań Toeschouwers: 52.000 Scheidsrechter: Dimitrios Wlachojanis (AUT) |

|                                                                          |                          |       |         |                                                                                         |
| 28 september Vriendschappelijk № 94 «onderlinge duels» 16:00 uur (UTC+1) | West-Duitsland           | 3 – 0 | Turkije | Waldstadion, Frankfurt am Main Toeschouwers: 47.000 Scheidsrechter: Iginio Rigato (ITA) |
| 28 september Vriendschappelijk № 94 «onderlinge duels» 16:00 uur (UTC+1) | Uwe Seeler 52', 53', 67' |       |         | Waldstadion, Frankfurt am Main Toeschouwers: 47.000 Scheidsrechter: Iginio Rigato (ITA) |

|                                                                       |         |       |          |                                                                                         |
| 9 oktober Vriendschappelijk № 95 «onderlinge duels» 17:00 uur (UTC+2) | Turkije | 0 – 0 | Roemenië | Ankara 19 Mayısstadion, Ankara Toeschouwers: 29.779 Scheidsrechter: Yiannis Zogas (GRE) |
| 9 oktober Vriendschappelijk № 95 «onderlinge duels» 17:00 uur (UTC+2) |         |       |          | Ankara 19 Mayısstadion, Ankara Toeschouwers: 29.779 Scheidsrechter: Yiannis Zogas (GRE) |

### 1964
|                                                                          |                                  |       |                                                       |                                                                                               |
| 27 september Vriendschappelijk № 96 «onderlinge duels» 16:00 uur (UTC+3) | Turkije                          | 2 – 3 | Polen                                                 | Mithatpaşa Stadyumu, Istanbul Toeschouwers: 32.149 Scheidsrechter: Francesco Francescon (ITA) |
| 27 september Vriendschappelijk № 96 «onderlinge duels» 16:00 uur (UTC+3) | Aydın Yelken 15' Metin Oktay 78' |       | 8' Włodzimierz Lubański 41' Jan Banaś 49' Ernest Pohl | Mithatpaşa Stadyumu, Istanbul Toeschouwers: 32.149 Scheidsrechter: Francesco Francescon (ITA) |

|                                                                        |                                                    |       |         |                                                                                            |
| 1 november Vriendschappelijk № 97 «onderlinge duels» 14:00 uur (UTC+2) | Turkije                                            | 4 – 1 | Tunesië | Ankara 19 Mayısstadion, Ankara Toeschouwers: 31.590 Scheidsrechter: Andrei Rădulescu (ROU) |
| 1 november Vriendschappelijk № 97 «onderlinge duels» 14:00 uur (UTC+2) | Aydın Yelken 2' Metin Oktay 19', 65' Can Bartu 20' |       | ?       | Ankara 19 Mayısstadion, Ankara Toeschouwers: 31.590 Scheidsrechter: Andrei Rădulescu (ROU) |

|                                                                         |         |       |           |                                                                                              |
| 20 december Vriendschappelijk № 98 «onderlinge duels» 14:00 uur (UTC+2) | Turkije | 0 – 0 | Bulgarije | Ali Sami Yenstadion, Istanbul Toeschouwers: 48.600 Scheidsrechter: Alfred Haberfellner (AUT) |
| 20 december Vriendschappelijk № 98 «onderlinge duels» 14:00 uur (UTC+2) |         |       |           | Ali Sami Yenstadion, Istanbul Toeschouwers: 48.600 Scheidsrechter: Alfred Haberfellner (AUT) |

### 1965
|                                                                         |                                                        |       |                  |                                                                                      |
| 24 januari WK 1966 kwalificatie № 99 «onderlinge duels» 15:30 uur (UTC) | Portugal                                               | 5 – 1 | Turkije          | Estádio Nacional, Oeiras Toeschouwers: 33.237 Scheidsrechter: Juan Gardeazábal (ESP) |
| 24 januari WK 1966 kwalificatie № 99 «onderlinge duels» 15:30 uur (UTC) | Mário Coluna 16' Eusébio 21', 63', 77' Jaime Graça 52' |       | 33' Fevzi Zemzem | Estádio Nacional, Oeiras Toeschouwers: 33.237 Scheidsrechter: Juan Gardeazábal (ESP) |

|                                                                          |         |             |          |                                                                                         |
| 19 april WK 1966 kwalificatie № 100 «onderlinge duels» 15:00 uur (UTC+2) | Turkije | 0 – 1       | Portugal | Ankara 19 Mayısstadion, Ankara Toeschouwers: 27.625 Scheidsrechter: Rachid Dachan (SYR) |
| 19 april WK 1966 kwalificatie № 100 «onderlinge duels» 15:00 uur (UTC+2) |         | 59' Eusébio |          | Ankara 19 Mayısstadion, Ankara Toeschouwers: 27.625 Scheidsrechter: Rachid Dachan (SYR) |

|                                                                       |                                                                       |       |         |                                                                                         |
| 2 mei WK 1966 kwalificatie № 101 «onderlinge duels» 16:30 uur (UTC+2) | Roemenië                                                              | 3 – 0 | Turkije | Stadionul 23 August, Boekarest Toeschouwers: 31.129 Scheidsrechter: Paul Schiller (AUT) |
| 2 mei WK 1966 kwalificatie № 101 «onderlinge duels» 16:30 uur (UTC+2) | Nicolae Georgescu 1' Viorel Mateianu 72' (pen.) Carol Creiniceanu 75' |       |         | Stadionul 23 August, Boekarest Toeschouwers: 31.129 Scheidsrechter: Paul Schiller (AUT) |

|                                                                    |                                               |       |                 |                                                                                |
| 9 mei Vriendschappelijk № 102 «onderlinge duels» 17:30 uur (UTC+2) | Bulgarije                                     | 4 – 1 | Turkije         | Slavia Stadion, Sofia Toeschouwers: 23.000 Scheidsrechter: Božidar Botić (YUG) |
| 9 mei Vriendschappelijk № 102 «onderlinge duels» 17:30 uur (UTC+2) | Dimitar Penev 9' Spiro Debarski 24', 71', 83' |       | 47' Metin Oktay | Slavia Stadion, Sofia Toeschouwers: 23.000 Scheidsrechter: Božidar Botić (YUG) |

|                                               |          |       |                                          |                                                            |
| 21 juli RCD Cup 1965 № 103 «onderlinge duels» | Pakistan | 1 – 3 | Turkije                                  | Amjadiyehstadion, Teheran Scheidsrechter: Said Sadri (IRN) |
| 21 juli RCD Cup 1965 № 103 «onderlinge duels» | ?        |       | 5', 80' Ogün Altıparmak 18' Gürsel Aksel | Amjadiyehstadion, Teheran Scheidsrechter: Said Sadri (IRN) |

|                                               |      |       |         |                                                                                    |
| 25 juli RCD Cup 1965 № 104 «onderlinge duels» | Iran | 0 – 0 | Turkije | Amjadiyehstadion, Teheran Toeschouwers: 27.000 Scheidsrechter: Mesut Ragmani (PAK) |
| 25 juli RCD Cup 1965 № 104 «onderlinge duels» |      |       |         | Amjadiyehstadion, Teheran Toeschouwers: 27.000 Scheidsrechter: Mesut Ragmani (PAK) |

|                                                                           |         |                                                                                   |                   |                                                                                      |
| 9 oktober WK 1966 kwalificatie № 105 «onderlinge duels» 15:30 uur (UTC+2) | Turkije | 0 – 6                                                                             | Tsjecho-Slowakije | Ali Sami Yenstadion, Istanbul Toeschouwers: 12.727 Scheidsrechter: Raoul Righi (ITA) |
| 9 oktober WK 1966 kwalificatie № 105 «onderlinge duels» 15:30 uur (UTC+2) |         | 20', 70' Karol Jokl 40', 54' František Knebort 45' Andrej Kvašňák 61' Dušan Kabát |                   | Ali Sami Yenstadion, Istanbul Toeschouwers: 12.727 Scheidsrechter: Raoul Righi (ITA) |

|                                                                            |                                  |       |                       |                                                                                        |
| 23 oktober WK 1966 kwalificatie № 106 «onderlinge duels» 14:30 uur (UTC+2) | Turkije                          | 2 – 1 | Roemenië              | Ankara 19 Mayısstadion, Ankara Toeschouwers: 27.365 Scheidsrechter: Ramiz Pregja (ALB) |
| 23 oktober WK 1966 kwalificatie № 106 «onderlinge duels» 14:30 uur (UTC+2) | Fevzi Zemzem 13' Nedim Doğan 48' |       | 55' Nicolae Georgescu | Ankara 19 Mayısstadion, Ankara Toeschouwers: 27.365 Scheidsrechter: Ramiz Pregja (ALB) |

|                                                                             |                                         |       |                       |                                                                                    |
| 21 november WK 1966 kwalificatie № 107 «onderlinge duels» 14:00 uur (UTC+1) | Tsjecho-Slowakije                       | 3 – 1 | Turkije               | Za Lužánkamistadion, Brno Toeschouwers: 3.133 Scheidsrechter: Lajos Aranyosi (HUN) |
| 21 november WK 1966 kwalificatie № 107 «onderlinge duels» 14:00 uur (UTC+1) | Ivan Mráz 3', 15' Alexander Horváth 69' |       | 8' Ayhan Elmastaşoğlu | Za Lužánkamistadion, Brno Toeschouwers: 3.133 Scheidsrechter: Lajos Aranyosi (HUN) |

### 1966
|                                                                  |      |       |         |                                                                                      |
| 16 maart RCD Cup 1965 № 108 «onderlinge duels» 16:00 uur (UTC+3) | Iran | 0 – 0 | Turkije | Amjadiyehstadion, Teheran Toeschouwers: 27.000 Scheidsrechter: Bruno De Marchi (ITA) |
| 16 maart RCD Cup 1965 № 108 «onderlinge duels» 16:00 uur (UTC+3) |      |       |         | Amjadiyehstadion, Teheran Toeschouwers: 27.000 Scheidsrechter: Bruno De Marchi (ITA) |

|                                                                     |            |       |         |                                                                                            |
| 30 mei Vriendschappelijk № 109 «onderlinge duels» 19:00 uur (UTC+1) | Denemarken | 0 – 0 | Turkije | Københavns Idrætspark, Kopenhagen Toeschouwers: 27.100 Scheidsrechter: Hans Granlund (NOR) |
| 30 mei Vriendschappelijk № 109 «onderlinge duels» 19:00 uur (UTC+1) |            |       |         | Københavns Idrætspark, Kopenhagen Toeschouwers: 27.100 Scheidsrechter: Hans Granlund (NOR) |

|                                                                         |         |                                |                |                                                                                             |
| 12 oktober Vriendschappelijk № 110 «onderlinge duels» 15:00 uur (UTC+2) | Turkije | 0 – 2                          | West-Duitsland | Ankara 19 Mayısstadion, Ankara Toeschouwers: 23.946 Scheidsrechter: Dimitar Rumenchev (BUL) |
| 12 oktober Vriendschappelijk № 110 «onderlinge duels» 15:00 uur (UTC+2) |         | 9' Hans Küppers 78' Bernd Rupp |                | Ankara 19 Mayısstadion, Ankara Toeschouwers: 23.946 Scheidsrechter: Dimitar Rumenchev (BUL) |

|                                                                         |             |                                         |         |                                                                                     |
| 16 oktober Vriendschappelijk № 111 «onderlinge duels» 15:00 uur (UTC+3) | Sovjet-Unie | 0 – 2                                   | Turkije | Centraal Leninstadion, Moskou Toeschouwers: 26.500 Scheidsrechter: Jan Pawlik (POL) |
| 16 oktober Vriendschappelijk № 111 «onderlinge duels» 15:00 uur (UTC+3) |             | 14' Fevzi Zemzem 55' Ayhan Elmastaşoğlu |         | Centraal Leninstadion, Moskou Toeschouwers: 26.500 Scheidsrechter: Jan Pawlik (POL) |

|                                                                           |                                   |       |                     |                                                                                 |
| 16 november EK 1968 kwalificatie № 112 «onderlinge duels» 20:00 uur (UTC) | Ierland                           | 2 – 1 | Turkije             | Dalymount Park, Dublin Toeschouwers: 22.480 Scheidsrechter: Tage Sørensen (DEN) |
| 16 november EK 1968 kwalificatie № 112 «onderlinge duels» 20:00 uur (UTC) | Frank O'Neill 60' Andy McEvoy 74' |       | 88' Ogün Altıparmak | Dalymount Park, Dublin Toeschouwers: 22.480 Scheidsrechter: Tage Sørensen (DEN) |

### 1967
|                                                                         |         |       |         |                                                                                       |
| 22 januari Vriendschappelijk № 113 «onderlinge duels» 14:30 uur (UTC+1) | Tunesië | 0 – 0 | Turkije | Stade Chedli Zouiten, Tunis Toeschouwers: 15.000 Scheidsrechter: Robert Lacoste (FRA) |
| 22 januari Vriendschappelijk № 113 «onderlinge duels» 14:30 uur (UTC+1) |         |       |         | Stade Chedli Zouiten, Tunis Toeschouwers: 15.000 Scheidsrechter: Robert Lacoste (FRA) |

|                                                                            |         |       |        |                                                                                     |
| 1 februari EK 1968 kwalificatie № 114 «onderlinge duels» 14:00 uur (UTC+2) | Turkije | 0 – 0 | Spanje | Ali Sami Yenstadion, Istanbul Toeschouwers: 27.262 Scheidsrechter: Gyula Gere (HUN) |
| 1 februari EK 1968 kwalificatie № 114 «onderlinge duels» 14:00 uur (UTC+2) |         |       |        | Ali Sami Yenstadion, Istanbul Toeschouwers: 27.262 Scheidsrechter: Gyula Gere (HUN) |

|                                                                             |                                            |       |                   |                                                                                             |
| 22 februari EK 1968 kwalificatie № 115 «onderlinge duels» 15:00 uur (UTC+2) | Turkije                                    | 2 – 1 | Ierland           | Ankara 19 Mayısstadion, Ankara Toeschouwers: 31.063 Scheidsrechter: Dimitar Rumenchev (BUL) |
| 22 februari EK 1968 kwalificatie № 115 «onderlinge duels» 15:00 uur (UTC+2) | Ayhan Elmastaşoğlu 35' Ogün Altıparmak 78' |       | 89' Noel Cantwell | Ankara 19 Mayısstadion, Ankara Toeschouwers: 31.063 Scheidsrechter: Dimitar Rumenchev (BUL) |

|                                                                        |                           |       |         |                                                                           |
| 31 mei EK 1968 kwalificatie № 116 «onderlinge duels» 20:00 uur (UTC+1) | Spanje                    | 2 – 0 | Turkije | San Mamés, Bilbao Toeschouwers: 27.336 Scheidsrechter: Othmar Huber (SUI) |
| 31 mei EK 1968 kwalificatie № 116 «onderlinge duels» 20:00 uur (UTC+1) | Grosso 63' Paco Gento 81' |       |         | San Mamés, Bilbao Toeschouwers: 27.336 Scheidsrechter: Othmar Huber (SUI) |

|                                                                         |                                          |       |         |                                                                                   |
| 18 juni EK 1968 kwalificatie № 117 «onderlinge duels» 17:00 uur (UTC+1) | Tsjecho-Slowakije                        | 3 – 0 | Turkije | Tehelné pole, Bratislava Toeschouwers: 17.839 Scheidsrechter: Paul Schiller (AUT) |
| 18 juni EK 1968 kwalificatie № 117 «onderlinge duels» 17:00 uur (UTC+1) | Jozef Adamec 25', 70' Josef Jurkanin 74' |       |         | Tehelné pole, Bratislava Toeschouwers: 17.839 Scheidsrechter: Paul Schiller (AUT) |

|                                                                             |         |       |                   |                                                                                              |
| 15 november EK 1968 kwalificatie № 118 «onderlinge duels» 18:30 uur (UTC+2) | Turkije | 0 – 0 | Tsjecho-Slowakije | Ankara 19 Mayısstadion, Ankara Toeschouwers: 19.760 Scheidsrechter: Nicolae Mihăilescu (ROU) |
| 15 november EK 1968 kwalificatie № 118 «onderlinge duels» 18:30 uur (UTC+2) |         |       |                   | Ankara 19 Mayısstadion, Ankara Toeschouwers: 19.760 Scheidsrechter: Nicolae Mihăilescu (ROU) |

|                                                                     |      |                       |         |                                                                             |
| 26 november RCD Cup 1967 № 119 «onderlinge duels» 15:00 uur (UTC+6) | Iran | 0 – 1                 | Turkije | Nationaal Stadion, Dhaka Toeschouwers: 5.000 Scheidsrechter: Isa Khan (PAK) |
| 26 november RCD Cup 1967 № 119 «onderlinge duels» 15:00 uur (UTC+6) |      | 70' Nevzat Guzelırmak |         | Nationaal Stadion, Dhaka Toeschouwers: 5.000 Scheidsrechter: Isa Khan (PAK) |

|                                                   |          |       | |                                                                                 |
| 28 november RCD Cup 1967 № 120 «onderlinge duels» | Pakistan | 4 – 7 | Turkije | Nationaal Stadion, Dhaka Toeschouwers: 55.000 Scheidsrechter: Orhan Gönül (TUR) |
| 28 november RCD Cup 1967 № 120 «onderlinge duels» | ?        |       | 4', 6' Fevzi Zemzem 32', 80' Ergün Acuner 34' Ogün Altıparmak 40' Ayhan Elmastaşoğlu 60' Sanlı Sarıalioğlu | Nationaal Stadion, Dhaka Toeschouwers: 55.000 Scheidsrechter: Orhan Gönül (TUR) |

### 1968
|                                                     |         |       |         |                                                                                |
| 13 maart Vriendschappelijk № 121 «onderlinge duels» | Turkije | 0 – 0 | Tunesië | Alsancakstadion, İzmir Toeschouwers: 20.000 Scheidsrechter: Mitko Chukov (BUL) |
| 13 maart Vriendschappelijk № 121 «onderlinge duels» |         |       |         | Alsancakstadion, İzmir Toeschouwers: 20.000 Scheidsrechter: Mitko Chukov (BUL) |

|                                                                       | |       |         |                                                                                 |
| 24 april Vriendschappelijk № 122 «onderlinge duels» 17:00 uur (UTC+1) | Polen | 8 – 0 | Turkije | Śląskistadion, Chorzów Toeschouwers: 17.000 Scheidsrechter: Günter Männig (DDR) |
| 24 april Vriendschappelijk № 122 «onderlinge duels» 17:00 uur (UTC+1) | Eugeniusz Faber 5', 55', 63' Włodzimierz Lubański 10', 46' Bronisław Bula 62' Włodzimierz Lubański 75' Janusz Żmijewski 89' |       |         | Śląskistadion, Chorzów Toeschouwers: 17.000 Scheidsrechter: Günter Männig (DDR) |

|                                                                        |         |                                        |           |                                                                                      |
| 9 oktober Vriendschappelijk № 123 «onderlinge duels» 19:00 uur (UTC+2) | Turkije | 0 – 2                                  | Bulgarije | Mithatpaşastadion, Istanbul Toeschouwers: 15.002 Scheidsrechter: Anton Bucheli (SUI) |
| 9 oktober Vriendschappelijk № 123 «onderlinge duels» 19:00 uur (UTC+2) |         | 3' Dinko Dermendzhiev 79' Hristo Bonev |           | Mithatpaşastadion, Istanbul Toeschouwers: 15.002 Scheidsrechter: Anton Bucheli (SUI) |

|                                                                            |                                                                       |       |                    |                                                                              |
| 23 oktober WK 1970 kwalificatie № 124 «onderlinge duels» 19:30 uur (UTC+1) | Noord-Ierland                                                         | 4 – 1 | Turkije            | Windsor Park, Belfast Toeschouwers: 38.363 Scheidsrechter: Wim Schalks (NED) |
| 23 oktober WK 1970 kwalificatie № 124 «onderlinge duels» 19:30 uur (UTC+1) | George Best 32' Eric McMordie 47' Derek Dougan 66' Billy Campbell 76' |       | 9' Ogün Altıparmak | Windsor Park, Belfast Toeschouwers: 38.363 Scheidsrechter: Wim Schalks (NED) |

|                                                                             |         |                                                       |               |                                                                                        |
| 11 december WK 1970 kwalificatie № 125 «onderlinge duels» 12:00 uur (UTC+2) | Turkije | 0 – 3                                                 | Noord-Ierland | Mithatpaşastadion, Istanbul Toeschouwers: 19.110 Scheidsrechter: Zoubir Benganif (ALG) |
| 11 december WK 1970 kwalificatie № 125 «onderlinge duels» 12:00 uur (UTC+2) |         | 35' Terry Harkin 63' Jimmy Nicholson 88' Terry Harkin |               | Mithatpaşastadion, Istanbul Toeschouwers: 19.110 Scheidsrechter: Zoubir Benganif (ALG) |

### 1969
|                                                       |                      |       |                                   |                                                             |
| 17 januari Vriendschappelijk № 126 «onderlinge duels» | Saoedi-Arabië        | 1 – 2 | Turkije                           | Al-Sayeghstadion, Riyad Scheidsrechter: Abdullah Kaki (KSA) |
| 17 januari Vriendschappelijk № 126 «onderlinge duels» | Mubark Al Naseer 70' |       | 21' Faruk Karadoğan 42' Mesut Şen | Al-Sayeghstadion, Riyad Scheidsrechter: Abdullah Kaki (KSA) |

|                                                                           |                         |       |                                               |                                                                                       |
| 30 september Vriendschappelijk № 127 «onderlinge duels» 19:00 uur (UTC+2) | Turkije                 | 1 – 3 | Polen                                         | Ankara 19 Mayısstadion, Ankara Toeschouwers: 35.006 Scheidsrechter: Gocho Rusev (BUL) |
| 30 september Vriendschappelijk № 127 «onderlinge duels» 19:00 uur (UTC+2) | Ergün Acuner 84' (pen.) |       | 11' Włodzimierz Lubański 22', 61' Jerzy Wilim | Ankara 19 Mayısstadion, Ankara Toeschouwers: 35.006 Scheidsrechter: Gocho Rusev (BUL) |

|                                                                      |                                                           |       |          |                                                                                      |
| 14 september RCD Cup 1969 № 128 «onderlinge duels» 19:45 uur (UTC+2) | Turkije                                                   | 4 – 2 | Pakistan | Ankara 19 Mayısstadion, Ankara Toeschouwers: . Scheidsrechter: Ferdi Ali Donal (IRN) |
| 14 september RCD Cup 1969 № 128 «onderlinge duels» 19:45 uur (UTC+2) | Fevzi Zemzem 18' Can Bartu 43', 65' Sanlı Sarıalioğlu 74' |       | ?        | Ankara 19 Mayısstadion, Ankara Toeschouwers: . Scheidsrechter: Ferdi Ali Donal (IRN) |

|                                                    |                                                   |       |      |                                                                                      |
| 17 september RCD Cup 1969 № 129 «onderlinge duels» | Turkije                                           | 4 – 0 | Iran | Ankara 19 Mayısstadion, Ankara Toeschouwers: 40.000 Scheidsrechter: Afrar Khan (PAK) |
| 17 september RCD Cup 1969 № 129 «onderlinge duels» | Ender Konca 12', 29' Can Bartu 32' Metin Kurt 41' |       |      | Ankara 19 Mayısstadion, Ankara Toeschouwers: 40.000 Scheidsrechter: Afrar Khan (PAK) |

|                                                                           |                                              |       |             |                                                                                      |
| 24 september Vriendschappelijk № 130 «onderlinge duels» 18:30 uur (UTC+2) | Turkije                                      | 3 – 0 | Zwitserland | Mithatpaşastadion, Istanbul Toeschouwers: 28.000 Scheidsrechter: Petar Nikolov (BUL) |
| 24 september Vriendschappelijk № 130 «onderlinge duels» 18:30 uur (UTC+2) | Metin Kurt 17' Nihat Yayöz 37' Can Bartu 48' |       |             | Mithatpaşastadion, Istanbul Toeschouwers: 28.000 Scheidsrechter: Petar Nikolov (BUL) |

|                                                                            |                                             |       |         |                                                                               |
| 15 oktober WK 1970 kwalificatie № 131 «onderlinge duels» 19:00 uur (UTC+3) | Sovjet-Unie                                 | 3 – 0 | Turkije | Centraal Stadion, Kiev Toeschouwers: 71.115 Scheidsrechter: Bertil Lööw (SWE) |
| 15 oktober WK 1970 kwalificatie № 131 «onderlinge duels» 19:00 uur (UTC+3) | Volodymyr Moentjan 43', 78' Givi Nodiya 62' |       |         | Centraal Stadion, Kiev Toeschouwers: 71.115 Scheidsrechter: Bertil Lööw (SWE) |

|                                                                             |                 |       |                                                 |                                                                                              |
| 16 november WK 1970 kwalificatie № 132 «onderlinge duels» 14:30 uur (UTC+2) | Turkije         | 1 – 3 | Sovjet-Unie                                     | Ali Sami Yenstadion, Istanbul Toeschouwers: 29.642 Scheidsrechter: Ferdinand Marschall (AUT) |
| 16 november WK 1970 kwalificatie № 132 «onderlinge duels» 14:30 uur (UTC+2) | Ender Konca 23' |       | 3', 60' Kachi Asatiani 34' Vitaliy Khmelnitskiy | Ali Sami Yenstadion, Istanbul Toeschouwers: 29.642 Scheidsrechter: Ferdinand Marschall (AUT) |

UEFA: Albanië · België · Bulgarije · Cyprus · Denemarken · West-Duitsland · Duitse Democratische Republiek · Engeland · Finland · Frankrijk · Griekenland · Hongarije · Ierland · IJsland · Italië · Joegoslavië · Luxemburg · Malta · Nederland · Noord-Ierland · Noorwegen · Oostenrijk · Polen · Portugal · Roemenië · Schotland · Sovjet-Unie · Spanje · Tsjecho-Slowakije · Turkije · Wales · Zweden · Zwitserland

CAF: Madagaskar AFC: Israël

TFF · A-internationals · Selecties · Bondscoaches · Turks vrouwenelftal · Olympisch elftal · Turkije U21 · Turkije U20 · Turkije U19 · Turkije U18 · Turkije U17 · Turkije U16
1923 – 1929 · 
1930 – 1939 · 
1940 – 1949 · 
1950 – 1959 · 
1960 – 1969 · 
1970 – 1979 · 
1980 – 1989 · 
1990 – 1999 · 
2000 – 2009 · 
2010 – 2019 ·
2020 − 2029
EK 1996 · 
EK 2000 · 
EK 2008 · 
EK 2016 ·
EK 2020 ·
EK 2024 · WK 1954 · WK 2002 · OS 1924 · 
OS 1928 · 
OS 1936 · 
OS 1948 · 
OS 1952 · 
OS 1960
1923 · 
1924 · 
1925 · 
1926 · 
1927 · 
1928 · 
1929 · 1930 · 
1931 · 
1932 · 
1933 · 1934 · 1935 · 
1936 · 
1937 · 
1938 · 1939 · 1940 · 1941 · 1942 · 1943 · 1944 · 1945 · 1946 · 1947 · 
1948 · 
1949 · 
1950 · 
1952 · 
1952 · 
1953 · 
1954 · 
1955 · 
1956 · 
1957 · 
1958 · 
1959 · 
1960 · 
1961 · 
1962 · 
1963 · 
1964 · 
1965 · 
1966 · 
1967 · 
1968 · 
1969 · 
1970 · 
1971 · 
1972 · 
1973 · 
1974 · 
1975 · 
1976 · 
1977 · 
1978 · 
1979 · 
1980 · 
1981 · 
1982 · 
1983 · 
1984 · 
1985 · 
1986 · 
1987 · 
1988 · 
1989 · 
1990 · 
1991 · 
1992 · 
1993 · 
1994 · 
1995 · 
1996 · 
1997 · 
1998 · 
1999 · 
2000 · 
2001 · 
2002 · 
2003 · 
2004 · 
2005 · 
2006 · 
2007 · 
2008 · 
2009 · 
2010 · 
2011 · 
2012 · 
2013 · 
2014 · 
2015 ·
2016 ·
2017 ·
2018 ·
2019 ·
2020 ·
2021 ·
2022 ·
2023 ·
2024
Albanië ·
Algerije ·
Andorra ·
Angola ·
Armenië ·
Australië ·
Azerbeidzjan ·
België ·
Bosnië en Herzegovina ·
Brazilië ·
Bulgarije ·
Canada ·
Chili ·
China ·
Colombia ·
Costa Rica ·
DDR ·
Denemarken ·
Duitsland ·
Ecuador ·
Egypte ·
Engeland ·
Estland ·
Ethiopië ·
Faeröer ·
Finland ·
Frankrijk ·
Georgië ·
Ghana ·
Gibraltar ·
Griekenland ·
Guinee ·
Honduras ·
Hongarije ·
Ierland ·
IJsland ·
Irak ·
Iran ·
Israël ·
Italië ·
Ivoorkust ·
Japan ·
Joegoslavië ·
Kameroen ·
Kazachstan ·
Kosovo ·
Kroatië ·
Letland ·
Libanon ·
Libië ·
Liechtenstein ·
Litouwen ·
Luxemburg ·
Maleisië ·
Malta ·
Moldavië ·
Montenegro · 
Nederland ·
Nieuw-Zeeland ·
Noord-Ierland ·
Noord-Macedonië ·
Noorwegen ·
Oekraïne ·
Oezbekistan ·
Oostenrijk ·
Pakistan ·
Paraguay ·
Polen ·
Portugal ·
Qatar · 
Roemenië ·
Rusland ·
San Marino ·
Saoedi-Arabië ·
Schotland ·
Senegal ·
Servië ·
Slovenië · 
Slowakije ·
Sovjet-Unie ·
Spanje ·
Syrië ·
Tsjechië ·
Tsjecho-Slowakije ·
Tunesië ·
Uruguay ·
Verenigde Staten ·
Wales ·
Wit-Rusland ·
Zuid-Afrika ·
Zuid-Korea ·
Zweden ·
Zwitserland
Brazilië (2002, 1) · 
Costa Rica (2002) · 
Duitsland (2008) · 
Italië (2021) · 
Kroatië (2008) · 
Kroatië (2016) · 
Portugal (2008) · 
Spanje (2016) · 
Tsjechië (2008) · 
Wales (2021) · 
Zwitserland (2008) · 
Zwitserland (2021)